# BS12 水曜バスケ!
BS12 水曜バスケ!（ビーエスじゅうに すいようバスケ!）、BS12 Bリーグ中継（ビーエスじゅうに ビーリーグちゅうけい）は、日本のBSデジタルテレビ局であるBS12 TwellVにおいて放送される、バスケットボール番組。

## 概要
2016年に発足された男子プロバスケットボールリーグ「B.LEAGUE」の無料BS局としては初となる中継番組として翌2017年より放送開始。初年度は「サンデーBリーグ」と題し、1月29日のサンロッカーズ渋谷 VS 宇都宮ブレックスを皮切りに日曜に行われた4試合を生中継した。ポストシーズンはチャンピオンシップクォーターファイナル1試合とB1・B2入替戦を放送。
2017-18シーズンより「BS12 Bリーグ中継」とタイトルを改め、初となる日曜以外の中継として3月2日（金）の琉球ゴールデンキングス VS 大阪エヴェッサを中継した。
2018-19シーズン（2018年10月10日放送開始）より水曜日のレギュラー放送「BS12 水曜バスケ!」にリニューアルし、注目カード1試合を生中継する他、Bリーグのみならず学生バスケットボールなども合わせた情報番組として放送。試合中継が組まれる場合は「BS12 水曜バスケ!BリーグLIVE」として放送される。また、BS12 プロ野球中継同様、副音声で自主制作を行うようになっており、バスケット経験者やファンの芸能人、他の元スポーツ選手などがゲスト出演することもある。
2021-22シーズンから不定期放送となり、番組名も「BS12 Bリーグ中継」に、放送もレギュラー放送前と同様に水曜日か週末の試合を生中継する形態に戻った。「水曜バスケ」で放送していた高校の部活動を紹介するコーナー「輝け！高校バスケ」は、試合中継のハーフタイム中に放送する。

## 放送時間
Bリーグ中継
原則として試合開始5分前から試合終了まで
水曜バスケ!
- 水曜19:00 - 19:55
- 試合開催日は18:59 - 21:30（試合時間により変動あり）

## 出演
水曜バスケ！時代のもの。試合中継の実況・解説はバスケットLIVEのものだが、副音声で自主制作を行う場合の実況は田中大貴が務める。

### MC
- おのののか
- 田中大貴
- 渡邉拓馬

### ナレーション
- 小野賢章

### 中継解説
- 板倉令奈
- 倉石平
- 外山英明
- 東英樹
- 村上和之
- 屋嘉謙呉

### 中継実況
- 上野智広
- 梅中悠介
- 中尾晃久
- ドン・パーディー
- 槇嶋範彦